# Кокан (самоуправляемая зона)
Кокан (бирм. ကိုးကန့် ကိုယ်ပိုင်အုပ်ချုပ်ခွင့်ရ ဒေသ kóka̰ɴ kòbàɪɴ ʔoʊʔtɕʰoʊʔ kʰwɪ̰ɴja̰ dèθa̰) — самоуправляемая зона в штате Шан (национальный округ) Мьянмы, где проживают одноимённая народность кокан (мьянманские китайцы). Самоуправляемая зона делится на 2 уезда. Создана в 2008 году в историческом регионе Кокан.